# Opuntia columbiana
Opuntia columbiana là một loài thực vật có hoa trong họ Cactaceae. Loài này được Griffiths (pro sp.) mô tả khoa học đầu tiên năm 1916.